# Betændelse
Betændelse eller inflammation er den mest almindelige og grundlæggende patologiske reaktion.
Betændelse er en lokal reaktiv forandring i vævene efter skader eller irritation.
Formålet med betændelsesreaktionen er:
- at afgrænse det beskadigede væv og begrænse yderligere vævsødelæggelse
- at uskadeliggøre den skadevoldende påvirkning og derefter fjerne den fra vævet
- at rydde op efter skaden, fjerne døde celler og fremmedlegemer, og til sidst skabe grundlag for ophelingen.

Begrebsafklaring
Det må understreges at begreberne betændelse og inflammation ofte bruges synonymt og betegner kroppens reaktion på et irritament. Til forskel for dette er en infektion betegnelsen for mikroorganismers invasion og beskadigelse af et væv. En betændelse er derfor ikke det samme som en infektion, selvom kroppen dog altid vil reagere på en infektion ved at starte en inflammation.

## Betændelsesfaktorer
- Mikrobiologisk (infektion)
- Immunologisk
- Fysisk
- Kemisk
- Traumatisk

## Symptomer på betændelse
De klassiske symptomer er:
- Rødme – også kaldet Rubor. Er fremkaldt af den øgede blodgennemstrømning i området.
- Varme – også kaldet Calor. Er ligeledes fremkaldt af den øgede blodgennemstrømning.
- Hævelse – også kaldet Tumor. Udvidelsen af karene, sker som reaktion på stoffer som cellerne omkring skadestedet udskiller. Denne udvidelse øger blodgennemstrømningen, men medføre også at karet bliver utæt, herved siver væske og celler ud i vævet og giver hævelser, ødemer. Den udsivne væske kaldes ekssudat
- Smerte – også kaldet Dolor. Er en reaktion på at cellerne omkring det skade område udskiller visse stoffer, cytokiner, prostaglandiner m.m., der irriterer de smertefølsomme nerveender i området.
- Funktionsnedsættelse – også kaldet Functio lesa. Et eksempel på dette kan være inflammation af en nerve, hvor nervens funktion vil blive hæmmet, hvilket kan medføre føleforstyrrelser eller lammelser (fx ansigtslammelse ved borrelia infektion).

## Patogenese
Betændelsesreaktionen opstår når cellerne i et væv udsættes for en påvirkning, som enten ødelægger eller dræber cellerne. Årsagen kan f.eks. være iltmangel (iskæmi), infektion, autoimmun reaktion, traumer eller kemisk påvirkning.
Når cellerne i vævet udsættes for en sådan påvirkning, ødelægges nogle bestemte celler, som kaldes mastceller. Disse celler findes i næsten alle væv i kroppen og indeholder en række stoffer, som starter reaktionen. Denne del af reaktionen kaldes for degranulering.
Ved degranuleringen udskiller mastcellerne histamin og forskellige kemotaktiske stoffer. Histamin binder sig til blodkarrets endotelceller, hvilket medfører to reaktioner. Den første reaktion er at blodkarret udvider sig, så der kommer mere blod til det skadede væv. Den anden reaktion er at endotelcellerne trækker sig sammen, så karvæggen bliver mere gennemtrængelig for væske og celler bl.a. hvide blodlegemer. Denne udsivning kaldes for ekssudation og er grunden til hævelsen og rødmen.
Den sidste del af inflammationen kaldes migration. Her vandrer celler fra blodet og ud i det skadede væv. Det er specielt den type hvide blodlegemer, som kaldes neutrofile granulocytter som migrerer. Granulocytterne er fagocytter, det vil sige celler, som 'æder' andre celler eller celledele. De kan derfor optage og derved fjerne de skadevoldende faktorer og de celler, som er døde af påvirkningen. Granulocytterne tiltrækker også makrofager, som har samme funktion, men er større og lever længere.
Når granulocytterne og makrofagerne har fjernet skadevirkningen fra vævet og elimineret de døde celler, er der grobund for at nye celler kan leve og en opheling kan startes.